# Leorlaz
Leorlaz en basque (nom officiel), ou Leorlás en espagnol, est un concejo situé dans la commune de Urdazubi-Urdax de la communauté forale de Navarre, dans le Nord de l’Espagne.
Cette commune se situe dans la zone bascophone de la Navarre[réf. nécessaire].